# Scybalistodes fortis
Scybalistodes fortis là một loài bướm đêm trong họ Crambidae.